# جمیل الیحمدی
جمیل الیحمدی (عربی: جميل سليم جميل اليحمدي؛ زادهٔ ۲۷ ژوئیهٔ ۱۹۹۶) بازیکن فوتبال اهل عمان است.
از باشگاه‌هایی که در آن بازی کرده‌است می‌توان به باشگاه ورزشی الوکره و باشگاه ورزشی الشحانیه اشاره کرد.
وی همچنین در تیم‌های ملی فوتبال عمان، و عمان، بازی کرده‌است.